# Schloss Obenberg (Ried in der Riedmark)
Schloss Obenberg, auch Schloss Obenperg genannt, war eine Schlossanlage in der Ortschaft Obenberg Nr. 1 in der Marktgemeinde Ried in der Riedmark in Oberösterreich.

## Lage
Schloss Obenberg befand sich im gleichnamigen Ort etwa einen Kilometer nordöstlich des Ortszentrums von Ried. Auf der anderen Seite des Riederbaches – 1,2 Kilometer Luftlinie westlich von Obenberg – ist Schloss Grünau zu finden.
Der Standort von Schloss Obenberg ist heute von einem modernen Wohngebäude in Obenberg Nr. 22 überformt. Wenige Meter südlich besteht noch der ehemalige Mayrhof der kleinen Herrschaft, heutige Adresse Obenberg Nr. 1 (alte Adresse: Obenberg Nr. 2). Auf Obenberg Nr. 4 befand sich früher die Schmiede.

## Geschichte
Im Jahr 1457 ist ein Sitz Obenperg bezeugt. Damals besaßen Kaspar und Balthasar Seidl das Gut Obenberg als Lehen der Liechtensteiner, die einen Hauptsitz auf Schloss Steyregg hatten. Weitere Besitzer von Obenberg waren 1488 Erasmus Seidl und 1532 Wilhelm Seidl von Seydlsberg. Im 16. Jahrhundert starb das Geschlecht der Seidlsperger aus, und Obenberg kam als mittlerweile landesfürstliches Lehen offenbar in den Besitz der Familie Hartmann. Im 17. Jahrhundert war Obenberg vorübergehend starhembergisch. Im Jahr 1660 kamen die Herrschaften Schwertberg, Windegg, Harter Schlössel und Obenberg an Lobgott von Kuefstein, den Sohn des oberösterreichischen Landeshauptmanns Johann Ludwig von Kuefstein, indem er Maria Anna von Starhemberg heiratete.
Durch den Landesgerichtsbeschluss Nr. 6485 vom 9. Juni 1884 wurde Obenberg, als durch Wertverminderung gegenstandslos, in der Landtafel gelöscht.